# Alfred Zammit
Alfred Zammit (ur. 19 listopada 1969 w Tal-Pietà) – maltański samorządowiec, od 2019 roku burmistrz stolicy tego kraju – Valletty.

## Życiorys
Był prowadzącym programu Kalamita w ONE TV. Jest zwycięzcą nagrody publiczności dla najlepszej osobowości telewizyjnej w MaltaTelevision Awards. Jest także właścicielem restauracji.

### Działalność polityczna
Został członkiem Partii Pracy. W latach 1987–1990 był przewodniczącym Związku Młodzieży Socjalistycznej. W listopadzie 1993 roku wybrano go radnym Valletty, następnie trzykrotnie uzyskiwał reelekcję. 29 maja 2019 roku został wybrany burmistrzem Valletty. Zastąpił na tej funkcji Christiana Micallefa, który pełnił ten urząd od stycznia tego samego roku.